# سان فايسينت دي كاستيليت
بلدية سانت بيسينس دي كاستيليت (بالكاتالانية: Sant Vicenç de Castellet) هي إحدى بلديات مقاطعة برشلونة، والتي تقع في منطقة كاتالونيا، شرق إسبانيا.
يبلغ عدد سكانها 8.096 نسمة وفقاً لإحصائية سنة (2007).

## أعلام
- مارينا توريس